# Криминальный фильм
Криминальный фильм — кинематографический жанр, аналогичный литературному жанру криминала. Фильмы этого жанра, как правило, затрагивают различные аспекты преступности и её обнаружения. Стилистически жанр может пересекаться и сочетаться со многими другими жанрами, такими как драма или гангстерский фильм, но также включать комедию и, в свою очередь, делится на множество поджанров.
Сценарист и ученый Эрик Р. Уильямс относит криминальный фильм к одиннадцати супержанрам в таксономии своих сценаристов, утверждая, что все полнометражные фильмы могут быть классифицированы по этим супержанрам. Остальные десять супержанров — боевик, фэнтези, ужасы, романтический фильм, научная фантастика, кусочек жизни, спортивный фильм, триллер, военный фильм и вестерн. Уильямс идентифицирует драму в более широкой категории, называемой «типом фильма», мистерия и саспенс как «макрожанры», а фильм-нуар как «путь сценариста», объясняя, что эти категории являются аддитивными, а не исключающими.

## Поджанры

### Криминальный боевик
Криминальные боевики — фильмы, которые выступают за насилие. По словам Джули Сельбо, жанры криминального кино и боевиков переплетаются: «фильмы не могли бы существовать в своей популярной форме без другого на равной основе, поэтому они работают в тандеме».

### Криминальная комедия
Криминальные комедии — гибрид криминального фильма и комедии, которые играют с конвенциями криминального фильма и могут вводить аспекты чёрного юмора. Как правило, в них фигурируют тупые преступники или криминальные преступники, которые неуклюже казнены или представлены в беззаботном деле. Жанр возродился в популярности на независимой киносцене 1990-х годов, которая объединила клише криминального триллера с комическими ассигнованиями.

### Криминальная драма
Криминальные драмы — фильмы, посвящённые моральным дилеммам преступников. Они отличаются от криминальных триллеров, поскольку фильмы, как правило, сосредоточены на более мрачном и реалистичном изображении криминального мира, а не насилия и последовательности перестрелки. Иногда эти фильмы начинаются с более ярких элементов криминального триллера, чтобы перерасти в более созерцательные повествования.

### Криминальный триллер
Криминальные триллеры сосредоточены на захватывающих элементах как успешных, так и неудачных преступлений. В отличие от полицейских процедур, они сосредоточены на преступнике или группе преступников, а не на правоохранительных органах. Эти фильмы, как правило, сосредоточены на жестоких сценах, двойных пересечениях, грабежах и убийствах в качестве их центральных элементов.

### Фильм-дакойт
Жанр индийского кино (включая киноиндустрию хинди), вращающийся вокруг бандитов.

### Гангстерский фильм
Гангстерские фильмы — фильмы, которые прославляют преступную деятельность гангстеров, часто возвышая их до героев в своих историях. Гангстерский фильм является одним из старейших жанров фильмов. После Второй мировой войны эти фильмы становились всё более жестокими и угрожающими.

### Фильм-ограбление
Этот фильм рассказывает о группе преступников, пытающихся совершить кражу или ограбление, а также о возможных последствиях, которые последуют за ними. Фильмы о ограблении, которые легче по тону, называются «фильмами о каперах».

### Преступный мир Мумбаи
Индийский жанр криминального кино, часто выпускаемый в киноиндустрии на хинди. Жанр часто черпает вдохновение у настоящих преступников Мумбаи, таких как Хаджи Мастан, Давуд Ибрагим и D-Company.

### Полицейская драма
Полицейские драмы сосредоточены на полиции, которая расследует действия преступников.

### Тюремный фильм
Тюремный фильм — поджанр криминального кино, который фокусируется на сложных условиях жизни в тюрьмах, а также иногда фокусируется на заключённых, приспосабливаемых к жизни вне тюрьмы.